# Lita på mig (TV-serie)
Lita på mig (originaltitel Trust Me) är en brittisk tv-serie från 2017 och 2019 i fyra delar per säsong som sändes på SVT1 mellan augusti och september 2017 respektive 2021.
I den första säsongen får sköterskan Cath Hardacre sparken efter att ha kritiserat hur en patient har behandlats på sitt sjukhus i Sheffield. När hennes läkarkompis Alison Sutton ska flytta till Nya Zeeland bestämmer sig Cath för att stjäla hennes identitet och söka anställning på ett sjukhus i Edinburgh som läkare för att kunna försörja sig själv och sin dotter.
I den andra säsongen skildras korpralen James "Jamie" McCain som blir sängliggande efter en ryggradsskada i strid. När andra patienter på sjukhuset börjar dö bestämmer sig James för att ta reda på vem eller vad det är som ligger bakom dödsfallen.

## Rollista

### Säsong 1
| Jodie Whittaker  | – Cath Hardacre           |
| Emun Elliott     | – Dr Andy Brenner         |
| Sharon Small     | – Dr Brigitte Rayne       |
| Blake Harrison   | – Karl, Caths föredetting |
| Nathan Welsh     | – journalisten Sam Kelly  |
| Cara Kelly       | – Mona McBride            |
| Lois Chimimba    | – sjuksyster Karen        |
| Michael Abubakar | – Dr Charlie McKee        |
| Andrea Lowe      | – Dr Alison Sutton        |

### Säsong 2
| Alfred Enoch        | – Jamie McCain     |
| John Hannah         | – Dr Archie Watson |
| Ashley Jensen       | – Debbie Dorrell   |
| Richard Rankin      | – Dr Alex Kiernan  |
| Katie Clarkson-Hill | – Dr Zoe Wade      |

## Avsnitt

### Säsong 1
| Avsnitt | Regi           | Sändningsdatum  | Sändningsdatum    | Tittare i tusental | Tittare i tusental |
| Avsnitt | Regi           | Storbritannien  | Sverige           | Storbritannien     | Sverige            |
| ------- | -------------- | --------------- | ----------------- | ------------------ | ------------------ |
| 1       | John Alexander | 8 augusti 2017  | 28 augusti 2017   | 6 220              | 396                |
| 2       | John Alexander | 15 augusti 2017 | 4 september 2017  | 5 760              | 336                |
| 3       | Amy Neil       | 22 augusti 2017 | 11 september 2017 | 5 840              | 290                |
| 4       | Amy Neil       | 29 augusti 2017 | 18 september 2017 | 6 330              | 347                |

### Säsong 2
| Avsnitt | Regi           | Sändningsdatum | Sändningsdatum | Tittare i tusental | Tittare i tusental |
| Avsnitt | Regi           | Storbritannien | Sverige        | Storbritannien     | Sverige            |
| ------- | -------------- | -------------- | -------------- | ------------------ | ------------------ |
| 1       | John Alexander | 16 april 2019  | -              | <4 150             | -                  |
| 2       | John Alexander | 23 april 2019  | -              | <3 930             | -                  |
| 3       | John Alexander | 30 april 2019  | -              | <3 670             | -                  |
| 4       | John Alexander | 7 maj 2019     | -              | <3 670             | -                  |

### Fotnoter
1. ↑  Seddon, Dan (27 juni 2019). ”BBC confirms Trust Me axe following Doctor Who star Jodie Whittaker's exit”. Digital Spy. https://www.digitalspy.com/tv/a28203589/bbc-trust-me-tv-series-axed-cancelled-doctor-who-jodie-whittaker-exit/. Läst 21 juli 2019.
2. ↑  Irhede, Ann-Charlotte. ”Hans ark går på grund”. Östgöta Correspondenten. http://www.corren.se/kultur-noje/kulturkronikor/hans-ark-gar-pa-grund-om4819071.aspx. Läst 10 oktober 2017.
3. ↑  ”Trust Me, episode 1 review: Jodie Whittaker was sublime in this occasionally rickety drama”. Telegraph. http://www.telegraph.co.uk/tv/2017/08/08/trust-episode-1-review-jodie-whittaker-sublime-occasionally/. Läst 10 oktober 2017.
4. ↑  ”Bäst på tv i kväll: Nervigt spännande i nya BBC-serien Lita på mig”. TVdags. Arkiverad från originalet den 10 oktober 2017. https://web.archive.org/web/20171010211915/http://tvdags.se/artikel/bast-pa-tv-i-kvall-nervigt-spannande-i-nya-bbc-serien-lita-pa-mig. Läst 10 oktober 2017.
5. ↑  ”Tv-serierna som hjälper dig förstå Uppsalas studentliv”. Ergo. http://www.ergo.nu/listan/20170905-tv-serierna-som-hj%C3%A4lper-dig-f%C3%B6rst%C3%A5-uppsalas-studentliv. Läst 10 oktober 2017.
6. ↑  Watson, Fay (16 april 2019). ”Trust Me season 2 BBC air date, cast, trailer, plot: When does the new series start?”. Express.co.uk. https://www.express.co.uk/showbiz/tv-radio/1114944/Trust-Me-season-2-BBC-air-date-cast-trailer-plot-series-Alfred-Enoch. Läst 21 juli 2019.
7. ↑  ”MMS — HotTop”. Mediamätning i Skandinavien. Arkiverad från originalet den 21 februari 2016. https://web.archive.org/web/20160221070857/http://hottoptv.mms.se/. Läst 29 oktober 2017. (OBS: Inloggning krävs)